# 羅伯特·貝利
羅伯特·貝利（Robert Bayly，1988年12月22日—）是一名愛爾蘭足球員。現效力沙洛克流浪，司職中場。

## 球員生涯
羅伯特·貝利是愛爾蘭U18國腳。2006年10月24日，羅伯特貝利在聯賽盃對修安聯的賽事中，首次上陣。06/07球季，羅伯特貝利在英冠最後一場對打比郡的賽事中正選上陣。其後，他離開列斯聯返回愛爾蘭，先後加盟了芬格爾和沙洛克流浪。